# Unkofen
Unkofen ist ein Gemeindeteil der Gemeinde Hohenthann im niederbayerischen Landkreis Landshut. Bis 1945 bildete es eine selbstständige Gemeinde. Unkofen liegt am Goldbach etwa drei Kilometer östlich von Hohenthann.

## Geschichte
Unkofen bildete eine offene Hofmark, die 1473 einem Christoph Dorner gehörte. Sie war später herzoglicher Besitz und wurde meist durch den Pfleger des Pfleggerichts Kirchberg verwaltet. Am 18. November 1671 erhielt der kurfürstliche Rat und Leibmedikus Johann Jakob von Maffée (Maffei) die Hofmarken Tratenfeld, Pogenhausen und Unkofen geschenkt. Laut Michael Wening besaß noch im Jahre 1726 Jobst Ernst Freinhuber von und zu Adlhausen die Hofmark Unkofen, „allwo er wohnhaft“. Von 1752 mit Felix Leopold Freiherrn von Gugomos bis 1788 werden die Freiherrn von Guggemos (Guggomos) auf der Hofmark bezeugt, die sie bis über die Säkularisation in Bayern hinaus in ihrem Besitz behielten. In der Nachfolge der Hofmark entstand das Freiherrlich von Guggomos’sche Patrimonialgericht Türkenfeld und Unkofen.
Die Gemeinde Unkofen gehörte zum Landgericht, Bezirksamt und schließlich Landkreis Rottenburg an der Laaber. Am 28. Dezember 1945 gliederte die amerikanische Militärregierung die Gemeinden Oberergoldsbach und Unkofen in die Gemeinde Kläham ein. Oberergoldsbach wurde 1949 einschließlich Unkofen wiederhergestellt. Im Zuge der Gebietsreform in Bayern kam Unkofen am 1. Juli 1972 mit der Gemeinde Oberergoldsbach zu Hohenthann.

## Sehenswürdigkeiten
- Filialkirche St. Nikolaus: Der schlichte Barockbau aus der ersten Hälfte des 18. Jahrhunderts entstand über einer spätromanischen Anlage aus der ersten Hälfte des 13. Jahrhunderts.

## Vereine
- Freiwillige Feuerwehr Unkofen